# Gymnocoronis spilanthoides
Gymnocoronis spilanthoides, comúnmente llamada planta de té de Senegal  es una especie de planta  Asteraceae del género Gymnocoronis. La especie fue descrita por primera vez por Augustin Pyramus de Candolle.